# Kansas Speedway
Il Kansas Speedway (conosciuto in precedenza con il nome di Kansas International Speedway) è un circuito tri-ovale che si trova a Kansas City, nel Kansas (Stati Uniti). La pista, lunga 1,5 miglia (pari a 2,414 km) sin dalla sua inaugurazione del 2001 ha ospitato una serie di eventi motoristici, tra cui gare NASCAR, IndyCar e IMSA. Dopo essere stata di proprietà della International Speedway Corporation fino al 2019, la pista è passata direttamente nelle mani della NASCAR ed è attualmente gestita dal presidente Patrick Warren.
La pista può ospitare 48.000 spettatori, dopo essere arrivata ad avere una capienza massima di 82.000 posti a metà degli anni 2000. La pista è caratterizzata dalla presenza, nelle sue immediate vicinanze, dell'Hollywood Casino, inaugurato nel 2012 e in co-proprietà con la Penn Entertainment, e un centro commerciale realizzato durante la costruzione della pista. Nell'area interna è presente un normale circuito che si collega all'ovale esterno, rendendo la pista un cosiddetto "roval".
La costruzione della pista si inserisce nel boom edilizio di nuove piste automobilistiche che ha interessato gli Stati Uniti negli anni '90. La International Speedway Corporation (ISC) decide di voler costruire un nuovo ovale nel Midwest e nel 1997 annuncia ufficialmente la volontà di realizzarlo nell'area metropolitana di Kansas City, nella contea di Wyandotte. L'inaugurazione del tracciato era prevista per il 2000, ma è stata rimandata più volte a causa delle diverse cause legali avanzate da alcuni cittadini residenti nell'area, facendo posticipare l'inaugurazione fino al 2001. Fin dai suoi inizi, la pista ha accolto principalmente gare del circuito NASCAR.

## Descrizione

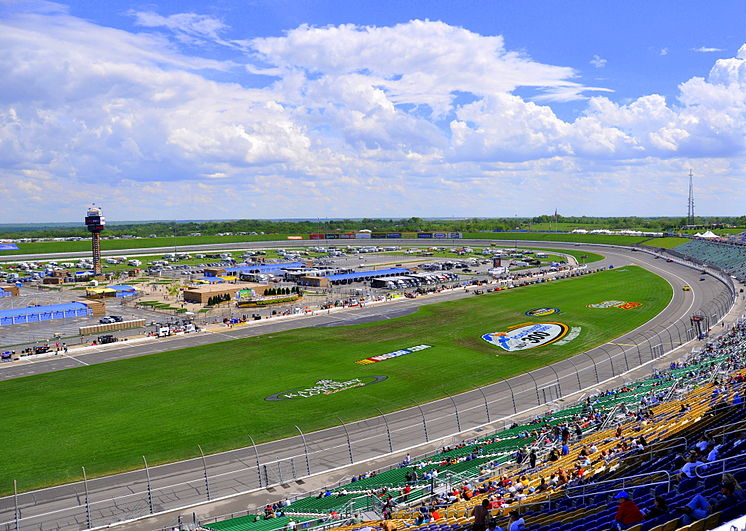
Il Kansas Speedway nel 2010.

Nella sua attuale conformazione, l'ovale misura 1,5 miglia (2,4 km), con una pendenza nelle curve progressive: rispettivamente di 17° nelle curve 1 e 2, e di 20° nelle curve 3 e 4. Il rettilineo del traguardo ha invece una pendenza di 10°, mentre il secondo rettilineo ha una pendenza di 5°. Quando teneva le sue corse in questo tracciato, la IndyCar utilizzava un altro sistema di misurazione, portando la lunghezza ufficiale della pista a 1,52 miglia (2,45 km).
All'interno dell'ovale è stato realizzato un circuito che si unisce all'ovale principale, costituendo un "roval". Durante le operazioni di costruzione dell'impianto, nel 2000, l'allora presidente del circuito Grant Lynch aveva dichiarato che il piano iniziale era quello di costruire un circuito completo e indipendente all'interno del tracciato, opera che poi non è mai stata realizzata. Il circuito interno è stato realizzato nel 2012, durante le operazioni di rinnovamento dell'impianto e misura 2,37 miglia (3,81 km, considerando anche la parte di ovale utilizzata dal roval e conta 6 curve.
Nel 2001, quando la pista è stata inaugurata, l'impianto copriva un'area di 1250 acri di terreno e poteva contare 75.000 posti, disposti su 65 file, aumentati fino a 82.000 nella metà degli anni 2000. Nel 2019, la International Speedway Corporation comunica ufficialmente la riduzione dei posti a 48.000.
Dopo un tentativo fallito per ottenere le autorizzazioni necessarie nel 2008 in una joint venture tra la ISC e la Cordish Corporation, nel 2009 viene approvata la costruzione dell'Hollywood Casino. La stessa ISC si incarica di portare avanti il progetto insieme, in questa occasione, con la Penn Entertainment (che nel frattempo aveva acquisito la Cordish), realizzando concretamente la costruzione in prossimità della curva 2 del circuito. L'Hollywood Casino è una struttura di 268.000 metri quadrati che si richiama alla più nota Hollywood californiana. Il casinò ha aperto ufficialmente le sue porte nel febbraio 2012.

## Storia

### La pista

#### Le fasi iniziali e la pianificazione
In pieno boom edilizio di costruzione di nuovi ovali motoristici degli anni '90, nel dicembre 1996 la International Speedway Corporation (ISC) annuncia di aver avviato una pianificazione preliminare per trovare una location in grado di poter accogliere un nuovo ovale con 120.000 posti, per un valore di 100 milioni di dollari. John Story, rappresentante della ISC, dichiara che l'area metropolitana di Kansas City è uno dei luoghi attenzionati, anche perché arriva il parere positivo del Kansas City Area Development Council (un ente, comunque, privato). Nel febbraio 1997 la città di Gardner si propone di ospitare il nuovo ovale; ma i cittadini della stessa città si oppongono e le autorità municipali, dopo il grave incidente avvenuto nella Daytona 500 del 1997, decidono di ritirare il proprio consenso (rilevando il fatto che la costruzione dell'impianto sarebbe troppo vicina ad aree residenziali e inoltre comporterebbe un forte aumento del traffico nella rete stradale della città). Nell'aprile 1997 la ISC comunica di aver selezionato 16 possibili location per il nuovo ovale, tra cui un terreno nella contea di Platte, in Missouri, e uno nella contea di Wyandotte, in Kansas.
Nel maggio successivo, la IRC prende seriamente in considerazione un lotto di terreno nei pressi della Interstate 29, che passa vicino al Kansas City International Airport e in giugno dichiara ufficialmente che la zona di Kansas City è la loro opzione "n. 1", chiedendo un contributo alle autorità locali. Vengono quindi ulteriormente selezionate tre aree: la prima nel territorio del Missouri, dove viene selezionato il terreno (sopra menzionato) vicino all'aeroporto della città; un secondo terreno nei pressi delle Interstates 70 e 435; un terzo lotto di terra situato tra la 110th Strett e la Parallel Parkway. Inizia una serie di incontri tra la ISC e rappresentanti locali per convincere l'azienda a scegliere il lotto di terreno di loro competenza, e il progetto acquista un sostegno relativamente positivo tra i cittadini della zona. A metà agosto del 1997 avviene l'incontro decisivo tra i rappresentanti della contea di Wyandotte (che sostengono fortemente il progetto) e gli emissari della ISC. Nell'ottobre 1997 si concludono le trattative e la ISC sceglie definitivamente il terreno di competenza di quest'ultima contea, annunciando un progetto per un ovale con 75.000, espandibile in futuro a 120.000 posti totali. Il budget complessivo del progetto viene dichiarato essere di quasi 200 milioni di dollari, con l'inizio delle operazioni di costruzione fissato alla primavera del 1998 e la loro fine programmata nel 2000.
Con l'aumento delle gare NASCAR avvenuto negli anni '90, l'ente organizzatore delle Cup Series non concede comunque la garanzia di una gara nel nuovo ovale; la NASCAR infatti vuole un piano concreto e definitivo per decidere di organizzare un evento nell'impianto ancora da costruire. Quando le trattative si concludono ufficialmente con l'accordo definitivo, il budget complessivo previsto viene ulteriormente aumentato fino a 252 milioni di dollari, con la IRC che chiede un taglio temporaneo delle imposte dovute fino al 2027 che sarebbe possibile soltanto con una legge ad hoc. Viene quindi proposto un disegno di legge in tal senso, prevedendo il taglio temporaneo di una durata trentennale, invece che ventennale, facendo esplodere un dibattito molto acceso nell'assemblea legislativa statale sulla sua durata. Dopo l'approvazione della House of Representatives e poi del Senate statali, la legge viene ufficialmente approvata dal governatore del Kansas, Bill Graves nel febbraio 1998.

#### Cause legali e ritardi
L'acquisto del terreno da parte della IRC, tuttavia, penalizza le proprietà confinanti e per questo motivo la contea di Wyandotte e l'amministrazione municipale di Kansas City promuovono numerosi incentivi per convincere questi proprietari a spostarsi in altre zone. Nell'aprile 1998, undici proprietari decidono di passare alle vie di fatto e intentano una causa legale contro la ISC per costringerla ad interrompere le procedure di acquisto dei lotti di terreno necessari per la costruzione dell'ovale, sostenendo che la ISC non ha ancora pubblicato un progetto definitivo. Le autorità cittadine e statali, nel frattempo, considerano di farsi forza di una legge che attribuisce ad un'opera il carattere di "interesse pubblico" se l'area interessata sia di interesse turistico rilevante. Il 10 luglio 1998 la Corte Suprema del Kansas decide in favore della ISC, basando la sua decisione sulla scorta del quinto emendamento. I cittadini decidono quindi di proporre un ricorso direttamente alla Corte Suprema degli Stati Uniti, depositato il 20 luglio 1998.
Soltanto nove giorni più tardi viene intentata un'altra causa legale da parte di altri 13 proprietari, dichiarando gli incentivi per il loro trasloco in un'altra zona insufficienti. Come conseguenza di questa seconda causa, la vendita dei revenue bond emessi dalle autorità locali per contribuire al finanziamento dell'opera (per un valore di 95 milioni di dollari) viene immediatamente sospesa fino alla conclusione della causa, comportando un ritardo nei lavori. La ISC continua comunque nelle sue operazioni di acquisto di terreni, considerando il nuovo intoppo legale risolvibile. Nel settembre successivo viene intentata una terza causa legale da Donna L. Laughery, anch'essa una proprietaria locale, che avanza la pretesa di verificare tutti gli accordi di transazione approvati tra i cittadini che hanno deciso di spostarsi su altri terreni e la ISC e le autorità, ritenendo di essere stata discriminata. Nick Tomasic, procuratore distrettuale della contea di Wyndotte, vuole direttamente portare la causa in udienza di fronte alla Corte Suprema del Kansas, per non allungare ancora di più i tempi, ma l'istanza viene rigettata dalla stessa Corte. Ancora nell'ottobre 1998 l'inizio dei lavori è incerto, nonostante la gran parte dei residenti abbia accettato di vendere i proprio terreni e la ISC ha ormai nelle sue mani la gran parte dei lotti necessari per i lavori. Alla fine di ottobre viene concesso un summary judgement sul caso (senza l'intervento di una giuria popolare), e nel novembre la causa viene ritirata. Nel gennaio 1999 può quindi riprendere la vendita dei revenue bonds per finanziare il progetto e i lavori possono avviarsi definitivamente. Tuttavia, a domanda esplicita, la executive vice president della ISC, Lesa France Kennedy, non si espone su una data precisa per la conclusione dei lavori.

#### I lavori di costruzione
Grant Lynch, portavoce della ISC, nel febbraio 1999 dichiara che sarebbe stato difficile concludere i lavori nel 2000, come annunciato precedentemente, e questo nonostante già nel settembre 1998 si erano avviate le prime operazioni di costruzione del nuovo ovale. Inoltre si pone il problema concreto di vedersi assegnata una gara delle NASCAR WInston Cup Series, dato il successo di pubblico e di sponsor ottenuto dalla competizione (un pensiero condiviso anche da Jeff Motley del Las Vegas Motor Speedway e Eddie Gossage, del Texas Motor Speedway) e il calendario fittissimo di gare già fissate. Tuttavia, nello stesso febbraio Mike Helton, rappresentante della NASCAR, dichiara che vi sono speranze perché una gara venga assegnata all'ovale di Kansas City; a questa dichiarazione segue quella dello stesso Bill France Jr., presidente della NASCAR, il quale dichiara che è quasi certo l'arrivo delle Winston Cup Series nel nuovo circuito in un fine settimana della stagione 2001. Due mesi più tardi, nel maggio 1999, anche la Indy Racing League si espone pubblicamente dichiarando di voler correre nel nuovo ovale a partire dal 2001. A partire dal luglio 1999, nonostante un ritardo dei lavori per le cattive condizioni meteo, comincia la vendita al pubblico dei biglietti per la pista, e la domanda di questi è talmente alta che i progettisti della pista considerano per un certo tempo la possibilità di aumentare la capienza massima delle tribune e il numero delle luxury suites. Nel settembre 1999 la ISC prende in considerazione l'idea di ospitare gare delle ARCA Series, nonché quella di cercare un main sponsor per la pista da affiancare al nome ufficiale dell'impianto (come aveva già fatto il Charlotte Motor Speedway all'inizio del 1999). Il mese successivo, alcuni rappresentanti della ISC dichiarano di voler mettere a disposizione il nuovo tracciato per dei test privati a partire dall'autunno del 2000.
Nonostante i continui ritardi dei lavori di costruzione, i funzionari della ISC si dicono ottimisti che i lavori vengano portati a termine e questo nonostante il totale dei costi sia schizzato a 287 milioni di dollari nel novembre 1999. Nel maggio 2000 gli stessi dichiarano che sarebbero state presto annunciate le date dei due fine settimana in cui il Kansas Speedway avrebbe ospitato le sue prime gare inaugurali; infatti, l'8 maggio 2000 arriva la comunicazione ufficiale della Indy Racing League e della NASCAR che fissano al fine settimana dell'8 luglio e del 29-30 settembre le due gare nel nuovo ovale, con ISC che considera l'idea di occupare un altro fine settimana del 2001 per un terzo evento. La Indy Racing League, intanto, annuncia le sue nuova gare collaterali nel nuovo impianto il 1º agosto e il 29 settembre. Nel frattempo cominciano i lavori per la definitiva pavimentazione dell'ovale. Due mesi più tardi, nel novembre 2000, viene ancora posticipata la data di apertura ufficiale della pista al 2 giugno 2001, mentre viene annunciata le date di una nuova gara delle ARCA Series e delle NASCAR Winston West Series. Nel febbraio 2001 viene annunciato il progetto edilizio di costruzione di un complesso commerciale del valore di 236,6 milioni di dollari attorno al circuito, di cui si prevede l'apertura nel 2002. Finalmente, nell'aprile 2001, viene realizzato il primo test della pista, con il pilota delle ARCA Series Ryan Newman.
Al di là delle polemiche del primo periodo e delle numerose vicende legali che lo hanno colpito, il progetto ha incontrato anche un certo sostegno durante tutto il periodo della sua costruzione. Secondo il The Kansas City Star, le stime prevedono introiti per le casse della città di 12,8 milioni di dollari per il primo evento ospitato dalla nuova pista, e di 6,1 milioni per gli anni successivi. Già nel maggio 1999, piloti del calibro di Bobby Labonte, Rusty Wallace e Ken Schrader si erano espressi positivamente sul nuovo tracciato. Nel marzo 2000 il cantiere viene visitato dai senatori Nancey Harrington e Ben VIdricksen, che sostengono pienamente il progetto. Già nell'agosto del 2000 risultano venduti l'80% dei biglietti disponibili per la prima gara sulla pista delle Winston Cup Series. Lo Sports City Council della città di Kansas City, nell'ottobre 2000 dichiara pubblicamente di prevedere che il nuovo tracciato possa generare un giro d'affari di 2,28 miliardi di dollari a partire dal 2003.

#### I primi anni
Come previsto, il 2 giugno 2001 la pista viene inaugurata ufficialmente con una gara valevole per le ARCA Series, vinta da Jason Jarrett. Un mese più tardi, in un fine settimana unico, sul nuovo ovale arrivano la NASCAR, con le Truck Series e la Indy Racing League, che vedono rispettivamente le vittorie di Ricky Hendrick e di Eddie Cheever. Nel settembre 2001 arriva finalmente la prima gara sul circuito delle Winston Cup Series, vinta da Jeff Gordon. Nel 2002 Grant Lynch lascia il suo posto di presidente del circuito e la carica viene assunta da quello che era il vice presidente, Jeff Boerger. Nel novembre di quell'anno i posti disponibili nelle tribune vengono aumentati fino ad arrivare a 80.000, molti di meno dei 120.000 posti originariamente preventivati: una scelta di natura conservativa da parte della IRC, che teme il contesto economico generale.

#### Il rinnovo dell'impianto e la diminuzione di pubblico
L'8 luglio 2011, la IRC annuncia un progetto di rinnovamento del tracciato, che comprende una nuova asfaltatura e una completa riconfigurazione dell'ovale, che prevede l'aumento del banking nelle curve da 15° a 20°e l'aggiunta di un tracciato interno.
Negli ultimi anni, le gare sulla pista hanno visto una diminuzione del pubblico presente sugli spalti. Per contenere le perdite, nel 2019 la IRC ha comunicato ufficialmente di aver ridotto la capacità dell'impianto da 64.000 a 48.000 spettatori.

### L'Hollywood Casino

#### La battaglia per la concessione
I primi tentativi per ottenere la concessione per la costruzione e la gestione di un casinò statale sono del 2004 e provengono dalle tribù di nativi americani Kickapoo e Sac and Fox, che propongono un progetto per la costruzione di un casinò ad ovest della pista (con un budget di 210 milioni di dollari) all'assemblea legislativa del Kansas. La proposta di concedere il permesso viene duramente contestata da diversi uomini d'affari della regione, nonché da alcune lobby schierate contro il gioco d'azzardo, i quali sostengono che gli introiti per il Kansas sarebbero troppo bassi per considerare conveniente la concessione,  rendendo concreto anche il pericolo di possibili futuri casi di corruzione politica. Nel marzo 2005, lo speaker della House of Representatives del Kansas, Doug Mays, dichiara pubblicamente il rigetto della proposta delle tribù di nativi per tutto il periodo della legislatura, a meno che queste acconsentano al controllo statale sulle slot machine eventualmente installate nel futuro casinò.
Nel biennio successivo altre quattro proposte vengono tutte rispedite al mittente. Quindi, nel 2007, viene avanzata una nuova proposta da parte della stessa pista in joint venture con la Cordish Corporation, con lo scopo di competere per la concessione insieme ad altri gruppi, come la Las Vegas Sands Corporation e la Pinnacle Entertainment. A partire dalla fine del 2007, l'autorità congiunta della contea di Wyndotte e della città di Kansas City, lo Unified Government, decide di sottoporre ad esame tutte le proposte (che presentano budget di diversa natura). La IRC, proprietaria della pista, dichiara successivamente che il suo progetto di casinò (con hotel annesso da 500 camere) sarebbe costato attorno ai 600 milioni di dollari. All'ottobre del 2007, sul tavolo dello UG sono presenti ben sette proposte, mentre nel frattempo giunge la comunicazione ufficiale, da parte della IRC, che la sua proposta non coinvolge alcun terreno ottenuto con il beneficio dell'interesse pubblico durante la fase di costruzione della pista. Mentre lo UG nel dicembre 2007 ha già esaminato tre progetti alternativi, la Americans for Prosperity-Kansas critica duramente il progetto della IRC, proprietaria della pista, perché sarebbe finanziato in maniera eccessiva da revenue bonds o da un aumento delle imposte statali, e ciò sarebbe illegale secondo le leggi del Kansas. Lo stesso gruppo di pressione arriva, nel marzo 2008, ad intentare una causa legale, presso la Corte Suprema del Kansas, nei confronti della Kansas Lottery (l'ente di controllo statale sul gioco d'azzardo), sostenendo che il progetto di costruzione del casinò darebbe vita ad una tassa illegale. Nell'aprile successivo, la Las Vegas Sands Corporation deposita il suo progetto nonostante abbia già ricevuto il diniego da parte della Kansas Lottery.
Nel maggio 2008, la Kansas Lottery approva cinque proposte depositate presso gli uffici della contea di Wyandotte, e il 27 giugno successivo la Corte Suprema del Kansas dichiara la costituzionalità della costruzione di casinò statali, rendendone ormai possibile la costruzione vicino all'ovale. Due mesi più tardi, nell'agosto 2008, giunge anche l'appoggio diretto della NASCAR, con Lesa France Kennedy che aggiunge la promessa di affidare alla pista una seconda gara delle Cup Series nel caso in cui lo UG approvi il progetto della IRC. Nel settembre successivo, la IRC promette la costruzione di un circuito interno al tracciato nel caso riuscisse ad ottenere la concessione per il casinò e tre giorni prima della decisione definitiva, la Pinnacle Entertainment si ritira ufficialmente dalla corsa dopo la pubblicazione di un video promozionale nel quale alcuni funzionari del governo locale avevano dichiarato che gli Stati Uniti erano in recessione economica. Il 19 settembre 2008 arriva la decisione definitiva della Kansas Lottery, che approva il progetto di costruzione del casinò, da 705 milioni di dollari, avanzata dalla IRC insieme alla Cordish Corporation, autorizzando anche la denominazione del casinò come "Hard Rock Hotel and Casino", dopo l'accordo tra la joint venture IRC-Cordish e la Hard Rock Cafè.

#### I ritardi nella costruzione
In una prima fase l'apertura ufficiale del casinò viene annunciata per il giugno 2009, per poi essere successivamente rimandata alla fine del 2009. Inoltre, la Cordish Corporation minaccia di ritirarsi dalla joint venture con la IRC dopo l'ufficialità di una proposta di legge (depositata nel municipio di Kansas City) per vietare il fumo all'interno dei locali aperti al pubblico; successivamente la Cordish ritorna indietro nei suoi propositi e la legge viene approvata inserendo un'eccezione per i casinò. Tuttavia, anche per via dello scoppio della Grande recessione, la joint venture decide di non sfruttare più la concessione ottenuta, promettendo di depositare un nuovo progetto in futuro nel caso il contesto economico generale migliorasse. Nel gennaio 2009 il due IRC-Cordish dichiara di voler ripresentare una nuova domanda di concessione il successivo 1º aprile; il 31 marzo la decisione viene confermata, ma la joint venture deve ora affrontare altre due proposte: una proveniente dalla Penn Entertainment, la seconda dalla Golden Heartland. Nel maggio 2009 la domanda della Golden Heartland viene ritirata, mentre le altre due possono avanzare alla fase del deposito dei progetti definitivi. La crisi finanziaria ha notevolmente diminuito i budget previsti: entrambe le proposte si aggirano attorno ai 350 milioni di dollari, molto meno dei più di 600 milioni inizialmente preventivati.
Nel settembre 2009, la Penn Entertainment acquisisce la Cordish Corporation rilevando anche la sua joint venture con la IRC, per cui le due proposte rimanenti si fondono in un'unica domanda. In conseguenza della nuova partnership tra Penn Entertainment e IRC, l'accordo di sponsorizzazione con la Hard Rock Cafè viene annullato in favore di un progetto di casinò che possa richiamare la Hollywood californiana; nel dicembre 2009 arriva dunque il benestare definitivo al progetto, con un budget stimato di 521 milioni di dollari. La Kansas Lottery esprime comunque il suo disappunto, affermando di non voler essere considerata come un semplice "passa carte", e questo nonostante la promessa della NASCAR di una seconda competizione annuale delle Cup Series nel Kansas Speedway. Il 1º dicembre 2009, tuttavia, arriva anche l'approvazione della Kansas Lottery, con una consegna stimata del casinò nella prima parte del 2012. Il progetto ottiene il via libera definitivo dalla Kansas Racing and Gaming Commission nel febbraio 2010.

#### La costruzione dell'Hollywood Casino
Jeff Boerger si dimette dalla direzione della pista nel marzo 2010, sostituito da Patrick Warren, vice presidente del settore marketing e vendita: il nuovo presidente dichiara di voler efficacemente contrastare gli effetti della crisi economica. Il 28 aprile 2010 viene pubblicato il progetto definitivo del casinò: 2300 slot machines, circa 1050 dipendenti, 300 camere nell'hotel annesso al casinò, in un'area complessiva di 268.000 metri quadrati, con i lavori iniziano ufficialmente il 30 aprile 2010. Data la promessa di un secondo fine settimane di gare NASCAR da parte di Lesa France Kennedy, il futuro della IndyCar nel circuito diventa sempre più incerto per un possibile conflitto di date. La ISC presenta la sua richiesta ufficiale di una seconda gara da disputare nel suo circuito alla NASCAR nel luglio 2010, e il 7 agosto escono le prime anticipazioni di una risposta positiva alla richiesta sul Kansas City Star. L'ufficialità di una seconda gara nel circuito di Kansas City arriva il 10 agosto 2010, con la contestuale dichiarazione della IRC di voler realizzare un impianto di illuminazione per la realizzazione di gare in notturna. E il mese successivo la IndyCar annuncia la rinuncia il suo ritiro dall'ovale della IRC. La cerimonia di posa della bandiera avviene il 23 marzo 2011, mentre l'apertura ufficiale del nuovo casinò si ha soltanto il 3 febbraio 2012.

## Competizioni
Attualmente, il Kansas Speedway ospita due gare all'anno: in autunno la Hollywood Casino 400, mentre in primavera la AdventHealt 400.
La Hollywood Casino 400 viene per la prima volta annunciata il 28 maggio 1999 e corsa per la prima volta nel 2001. La Hollywood Casino 400 fino al 2022 viene corsa o alla fine di settembre, oppure a fine ottobre; dalla stagione 2022, la corsa viene spostata ai primi di settembre per assumere il ruolo di seconda gara del Round of 16 nei playoff NASCAR. Nel 2024, infine, la gara viene riportata al suo weekend tradizionale, diventando la prima gara del Round of 12.
È del 2008 la promessa, da parte della NASCAR, di organizzare un secondo evento annuale nel Kansas Speedway, quando la IRC insieme alla Cordish Corp. propongono il progetto di costruzione del casinò nei pressi della pista. Dopo diverse dichiarazioni in tal senso, la seconda gara viene aggiunta dalla NASCAR nel 2010 con il nome di AdventHealth 400, per poi essere per la prima volta corsa nel giugno 2011. Insieme alle due gare delle Cup Series, la NASCAR porta sul circuito anche le gare delle serie cadette Xfinity Series e Truck Series fin dalla prima corsa del 2001.

### Corse attualmente organizzate
- NASCAR Cup Series
  - Hollywood Casino 400 (2001-oggi)
  - AdventHealth 400 (2011-oggi)
- NASCAR Xfinity Series
  - Kansas Lottery 300 (2001-oggi)
- NASCAR Craftsman Truck Series
  - Heart of America 200 (2001-oggi)
  - Kansas Lottery 200 (2020-oggi)

## Record

### Gara
- NASCAR Cup Series:  Kyle Larson - 28.857 secondi (2015)
- NASCAR Xfinity Series:  Tyler Reddick - 30.796 secondi (2019)
- NASCAR Craftsman Truck Series:  Stewart Friesen - 30.518 secondi (2018)